# Synagoga w Ľubotínie
Synagoga w Ľubotínie – synagoga znajdująca się w Ľubotínie na Słowacji, przy ulicy Hlavnej 58.
Drewniana synagoga została zbudowana na początku XX wieku, w stylu miejscowej, folkowej architektury. Obecnie w synagodze znajduje się prywatne mieszkanie. Przez miejscowych zwana była bužňą; w miejscowym dialekcie oznaczało to synagogę.